# Bragi Ólafsson
Bragi Ólafsson (* 11. August 1962 in Reykjavík) ist ein isländischer Musiker, Dichter und Autor.

## Leben
Bragi schloss 1981 das Commercial College of Iceland in Reykjavík mit einem Diplom ab, bevor er anschließend seinen Masterabschluss am Reykjavíker College of Hamrahlíð in den Fächern Englisch, Spanisch und Französisch machte. In den Jahren 1985 und 1986 studierte er spanische Sprache und Literatur an der Universität Granada und beendete 1987 seine Spanischstudien an der Universität von Island.
Bragi ist am bekanntesten durch seine Arbeit als Bassist der The Sugarcubes in den Jahren von 1987 bis 1992. Die Sugarcubes waren eine avantgardistische Pop-Gruppe aus Island, die die Sängerin Björk begleitete, bis diese durch ihren Gesangsstil einen eigenen erfolgreichen Berufsweg ging. Die Sugarcubes fanden sich 1986 zusammen, nachdem sie vorher in verschiedenen Gruppierungen in verschiedenen isländischen Gruppen aufgetreten waren. Bragi und der Sänger und Trompeter Einar Örn Benediktsson hatten bereits vorher durch Einars eigene Plattenfirma Gramm zusammen Schallplatten veröffentlicht. Die Band der Sugarcubes löste sich 1992 auf, nachdem Björk ihre Karriere als Solosängerin begann.
Bragi begann 1986 seine Laufbahn als Schriftsteller mit der Veröffentlichung seines Gedichtbandes Dragsúgur (Trockenheit). Gleichzeitig arbeitete er weiter in der Firma der Sugarcubes Smekkleysa (Bad Taste Ltd.), die Poesie, historische Volksmusik, moderne isländische Musik und Popmusik veröffentlicht.
Heute (2012) arbeitet Bragi nicht mehr als Musiker, sondern widmet sich der Schriftstellerei in Island. Er wurde bisher zweimal für den Isländischen Literaturpreis nominiert. Außerdem hat er bisher Poesie von spanischen, englischen und französischen Dichtern ins Isländische übertragen und den Roman City of Glass von Paul Auster übersetzt, der 1993 gedruckt wurde.

## Werke

### Romane
- 1999: Hvíldardagar, Bjartur, Reykjavík, ISBN 9979-865-48-2.
- 2001: Gæludýrin, Bjartur, Reykjavík, ISBN 9979-865-95-4.
- 2004: Samkvæmisleikir, Bjartur, Reykjavík, ISBN 9979-774-95-9.
- 2006: Sendiherrann: ljóð í óbundnu máli, Mál og Menning, Reykjavík, ISBN 9979-3-2795-2 / 9789979327950 .
- 2012: Fjarveran : skáldsaga, Mál og Menning, Reykjavík, ISBN 978-9979-3-3330-2.
- 2014: Bögglapóststófan, (nur 300 nummerierte Exemplare), Gamma, Reykjavík
- 2015: Sögumaður, Mál og Menning, Reykjavík, ISBN 978-9979-3-3596-2.

### Kurzgeschichten
- 1996: Nöfnin á útidyrahurðinni, Bjartur, Reykjavík, ISBN 9979-865-19-9.
- 2003: Við hinir einkennisklæddir, Bjartur, Reykjavík, ISBN 9979-774-31-2.
- 2014: Rússneski þátturinn, 1005 í samstarfi við Kind, Reykjavík, ISBN 978-9935-9205-1-5.

### Gedichte
- 1986: Dragsúgur, Smekkleysa
- 1991: Ansjósur, Forlagið
- 1995: Klink, Bjartur
- 1999: Ljóðaúrval 1986–1996, Bjartur
- 2012: Rómantískt andrúmsloft : 30 og eitt ljóð , Mál og menning
- 2017: Öfugsnáði : sögustund, Bjartur

### Theaterstücke
- 2004: Belgíska Kongó
- 2009: Hænuungarnir eða Minningar frá Karhula : leikrit í tveimur þáttum
- 2013: Maður að mínu skapi : stofuleikur

## Werke, die bisher in deutscher Sprache erschienen sind
- 2001: Gæludýrin, Skáldsaga. Bjartur, Reykjavík 2001, ISBN 9979-865-95-4.
  - deutsch 2005: Die Haustiere, Roman;  übersetzt von Tina Flecken. dtv, München ISBN 3-423-24459-3.
- 2006: Sendiherran: Ijoð i obundanu máli. Mál og Menning, Reykjavík, ISBN 978-9979-3-2795-0.
  - deutsch 2009: Der Botschafter, übersetzt von Tina Flecken; S. Fischer Verlag, Frankfurt am Main ISBN 978-3-10-055214-3.[1]